# Emmanuel Gambardella
Emmanuel Gambardella (Sète, 3 luglio 1888 – Montpellier, 30 agosto 1953) è stato un giornalista e dirigente sportivo francese.

## Biografia
Studente al college municipale della sua città natale, scoprì il calcio e partecipò alla fondazione dell'AS Sétoise nel 1904. Pur occupandosi della prima squadra, fu segretario del club e nel 1909 entrò nel comitato regionale dell'Union des sociétés françaises de sports athlétiques (USFSA). Dopo il servizio militare, dal 1910 al 1912, e la mobilitazione, dal 1914 al 1919, assunse, insieme al vicepresidente Georges Bayrou, la segreteria amministrativa del Football Club de Sète 34 (FC Sète).

### Giornalista
La stesura del bollettino cartaceo del club, Les dauphins, lo portò al giornalismo nel quotidiano serale cittadino, L'information méridionale, dal febbraio 1921, poi nel foglio specializzato creato a maggio, L'information sportive méridionale,  prima del passaggio, l'anno successivo, a capo della redazione de Le Languedocien sportif a Montpellier, poi dal 1928 al 1930, di un settimanale di Nîmes la cui estensione delle ambizioni geografiche fu confermata nel 1929 dal titolo di Sports du Sud-Est.
Dal 1930 al 1933 partecipò al fallito tentativo di lanciare un terzo quotidiano a Montpellier, Le Sud, e portò la sua esperienza a diversi giornali parigini, contemporaneamente a Le Petit Méridional, mentre affrontava argomenti più vari al Republican du Gard, il quotidiano serale di Nîmes strettamente legato allo Sports du Sud-Est, dove tornò dal 1932 fino alla sua scomparsa nel 1938. Promosso cavaliere della Legion d'onore, nel 1935, presiedette il sindacato dei giornalisti professionisti di Montpellier. La Seconda guerra mondiale e la sconfitta lo riportarono a L'information sportive méridionale dove dovette approvare la politica di Vichy di abbandono del professionismo.
Membro del team fondatore del Midi Libre, il 27 agosto 1944 assunse la presidenza del consiglio di amministrazione dopo la crisi che aveva scosso il quotidiano di Montpellier. Oltre alle sue responsabilità amministrative, portò al Midi libre, con una collaborazione nella sezione sportiva, una colonna di Montpellier mentre si assunse la responsabilità dei programmi dell'emittente radio locale.

### Librettista
Tuttavia non ottenne un pubblico molto vasto per i testi che scrisse nel 1920, e solo eccezionalmente uno di questi spettacoli si impose al di fuori della Linguadoca con un successo a Nizza durante l'estate 1925. Il librettista, che se la cavò bene con un'operetta a Bordeaux nel 1923, fallì con un'altra a Parigi nel 1928.
Emmanuel Gambardella, librettista, scrisse almeno due riviste:
- La Revue de Comoedia, creata il 16 marzo 1922 presso il Comoedia-Théâtre de Cette (che divenne Sete all'inizio del 1928) costituita da 1 prologo, 2 atti e 21 quadri. La messa in scena venne curata da Danam e l'orchestrazione musicale da M. Paoli. Si noti che il ruolo di "Compère" fu ricoperto da C. Tori, vero nome Henri Coulon, di Séte-Cettois, egli stesso fratello di Jean Rodor (nato Pierre-Philippe-Jean Coulon) grande autore di famose canzoni musicate da Vincent Scotto.

- La Rivista Vous y Viendrez di cui fu il paroliere e che venne eseguita a Cette (Sete) con la tournée di Paul Villa. Questa rivista, chiamata "à grand spectacle", era costituita da un prologo, due atti e otto quadri.

### Calcio professionistico
Quanto a uomo di calcio, venne eclissato localmente da Bayrou che presiedeva l'FC Sète, ma insieme al giornalista parigino Gabriel Hanot, venne chiamato come esperto della commissione creata nel 1929 dalla Fédération française de football association (FFFA) a studiare lo status del giocatore professionista. Il suo contributo decisivo alla costituzione del professionismo, nel 1932, venne riconosciuto dalla federazione: ebbe la presidenza della commissione del campionato professionistico francese e la vicepresidenza della commissione di classificazione e status dei giocatori professionisti. Dopo la Liberazione, le sue funzioni editoriali nel Midi libre, che mantenne fino alla morte, non gli impedirono di guidare, a capo del raggruppamento dei club autorizzati, la restaurazione del calcio professionistico attraverso la creazione della Ligue de Football Professionnel. Successivamente succedette a Jules Rimet come presidente della Federazione calcistica della Francia (FFF) dal 1949 fino alla sua morte nel 1953.

## Onorificenze
Emmanuel Gambardella fu nominato cavaliere della Legion d'onore nel 1935.
Dopo la sua sepoltura nel cimitero marino di Sète, il suo nome fu assegnato, nel 1953, alla coppa nazionale juniores.